# Nonce Romanetti
 (février 2010).
Si vous disposez d'ouvrages ou d'articles de référence ou si vous connaissez des sites web de qualité traitant du thème abordé ici, merci de compléter l'article en donnant les références utiles à sa vérifiabilité et en les liant à la section « Notes et références ».
Nonce Romanetti (Nunziu Romanetti en langue corse), né le 25 juillet 1882 à Calcatoggio et mort le 25 avril 1926 est un des derniers bandits corses.

## Biographie
Nonce Romanetti est né à Calcatoggio (Calcatoghju) en Corse du Sud. Très jeune, il est condamné pour avoir donné un coup de stylet. Recondamné pour le même motif, il revient dans son village en 1913. Il est condamné pour vol et abat alors son dénonciateur.
Romanetti fait sa vie dans le maquis, s'improvise boucher en gros, prend des accords avec une société laitière.
En 1919, toujours au maquis, il marie fastueusement sa fille et joue un rôle comme agent électoral, notamment pour François Coty. De la Cinarca au col de Vizzavona, Romanetti est présenté par la presse continentale ou anglaise comme le « roi du maquis » et il fréquente les bonnes tables et les grands hôtels. En 1926, son nom figure à l'affiche du film Le Roi du maquis de Gennaro Dini, dans lequel il fait d'ailleurs une courte apparition. Peu de temps après, il rencontre le cinéaste Abel Gance, lors d'une rencontre organisée dans le maquis. Il aurait même serré la main du président Alexandre Millerand en visite officielle en Corse.

## Le mystère de sa mort
La nuit du 25 avril 1926, sur la route de Lava, il est victime d'une embuscade. Son corps est retrouvé criblé de balles de chevrotines. Alors au sommet de sa popularité, la vie de Romanetti s'achève après 15 années passées dans un maquis plutôt confortable. Des milliers de personnes suivent le cortège de ses funérailles jusqu'au cimetière de Calcatoggio.
Qui a tiré ? Certainement pas les gendarmes qui n'utilisent pas les chevrotines ; un notable excédé par les demandes d'argent ou un mari jaloux ?[style à revoir]

## Descendance de Nonce Romanetti
Les descendants de Nonce Romanetti vivent actuellement à Ajaccio  et à Calcatoggio.